# Art of Fighters
Art of Fighters é um grupo musical de hardcore italiano. Iniciaram a sua carreira musical em 1997 e, desde então, são dos grupos de hardcore mais conhecidos.

## Membros de Art of Fighters
O grupo é constituído por três italianos: Cristian Nardelli, que entrou em 1997; Luca Lorini, iniciado em 1997; e Matteo Pitossi, iniciado em 1997, porém, em 2007, abandonou o grupo.

## Discografia
O conjunto apresenta um álbum, denominado de AOF. A primeira música lançada pelos Art of Fighters denomina-se de "The Beat Can't Change", lançada no início dos anos 2000, 3 anos após a formação do grupo. Outras músicas bastante conhecidas da sua autoria são "Apocalypse" e "Your Poison".